# PWS-18
PWS-18 – polski dwuosobowy samolot szkolno-treningowy, licencyjna wersja samolotu Avro 621 Tutor.

## Historia
W 1934 roku polskie lotnictwo wojskowe zakupiło licencję brytyjskiego samolotu szkolno-treningowego Avro 621 Tutor, zakładając że jest lepszą konstrukcją niż PWS-16. Sprawdzono próbny egzemplarz, który miał metalowe skrzydła, choć sprowadzono też drewniane skrzydła od samolotu o podobnych wymiarach. Firmie PWS zlecono opracowanie odmiany samolotu dostosowanej do polskich warunków. Pracami tymi kierował inż. Antoni Uszacki. Powstał w ten sposób samolot z przekonstruowanymi drewnianymi skrzydłami o zaokrąglonych końcówkach, z amortyzatorami podwozia PZL i zmodyfikowaną instalacją paliwową, napędzany przez 9-cylindrowy silnik gwiazdowy Wright Whirlwind J5b, produkowany w Polsce na licencji. Samolot otrzymał oznaczenie PWS-18 i w latach 1935–1936 wyprodukowano 40 sztuk. Produkcję przerwano po otrzymaniu przez wytwórnię PWS kontraktu na budowę nowocześniejszego samolotu PWS-26. Wyprodukowane maszyny służyły w wojskowych szkołach lotniczych do 1939 roku.